# Mont Valier
Le mont Valier est un sommet de 2 838 m situé dans les Pyrénées ariégeoises, emblématique du Couserans, dominant la vallée d'Angouls et son torrent, à faible distance de la frontière espagnole.

## Toponymie
Le nom vient de Valerius (saint Valier, vers 452), mythique premier évêque du Couserans qui l'aurait escaladé.

## Géographie

### Topographie

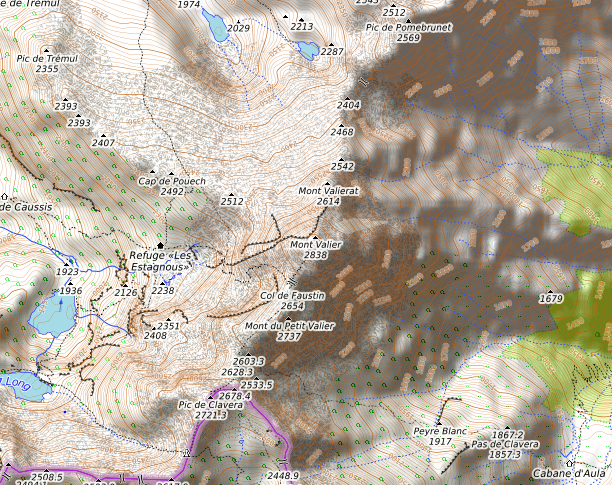
Carte topographique.

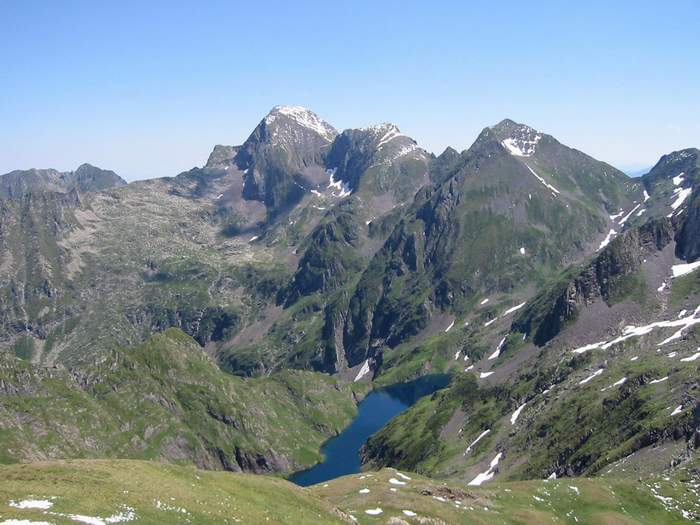
Vue depuis le port de Barlonguère de l'étang Long avec en fond le mont Valier au centre gauche, le mont du Petit Valier au centre, et le pic de la Pale de la Clauère à droite.

Le mont Valier appartient à la chaîne axiale pyrénéenne. Visible de loin, on l'aperçoit nettement depuis les plaines de la Garonne et depuis Toulouse. Le sommet est situé dans le périmètre du parc naturel régional des Pyrénées ariégeoises. Il est partagé entre les communes de Seix et de Bordes-Uchentein.

### Hydrographie
Le sommet est à cheval sur deux vallées :
- celle du Riberot, affluent du Lez, lui-même affluent du Salat, à l'ouest ;
- celle du ruisseau de l'Artigue, affluent du Salat, lequel prend sa source à quelques kilomètres du mont Valier, à l'est.

Sur son flanc nord-est subsiste un petit glacier, le glacier d'Arcouzan, le plus oriental de la chaîne des Pyrénées. En 2013, sa superficie était d'environ 2,8 hectares et son altitude comprise entre 2 350 et 2 500 mètres.

### Climat
Parmi les 28 balises Nivôse de Météo-France, deux se trouvent en Ariège, dont celle du port d'Aula à 2 140 m pour le Couserans, proche du mont Valier.

## Histoire
Plusieurs croix en pierre se sont succédé au sommet. Si la première aurait été le fait du premier évêque de Couserans Valerius au Ve siècle, Bernard Coignet de Marmiesse, également évêque du Couserans au XVIIe siècle, y fait ériger une croix de marbre dans les années 1670. La dernière a été inaugurée en septembre 2012 après la destruction par un vandalisme anticlérical en 2011 de la croix en granite posée en 1987.
Pendant la Seconde Guerre mondiale, une route d’évasion allant de Saint-Girons à Esterri d'Àneu en Catalogne traversait le massif du mont Valier pour passer la frontière au difficile col de la Pale de la Clauère. Ce « Chemin de la Liberté » — nom donné en 1994 au sentier de grande randonnée qui suit son tracé — permit l'évasion de 782 personnes entre 1940 et 1944 et resta opérationnel, malgré la surveillance accrue des Allemands à partir de 1943 et les dénonciations de la part des collaborateurs français, et il fonctionna jusqu’à la fin de la guerre.
En 2000, une via ferrata est créée vers le refuge des Estagnous (2 246 m). Elle relie le refuge à l'étang Long. Surplombant l'étang Rond, elle permet une découverte de la verticalité en sécurité et un point de vue de qualité. Un départ est possible depuis le refuge ou l'étang Long. L'itinéraire totalise une longueur de 1 200 m, dont 620 m équipés, pour une durée aller de 2 h 30 min et 150 m de dénivelé. Elle est classée D.

## Zone protégée
Par arrêté ministériel du 5 juillet 2005, un vaste territoire situé sur la commune de Seix, comprenant la réserve domaniale du mont Valier — créée en 1937 (c'est une des plus anciennes des Pyrénées) — ainsi que la quasi-totalité du territoire domanial du massif de Fonta, a été classé en tant que site du réseau Natura 2000 (zone de protection spéciale du massif du mont Valier).

## Voies d'accès
Les voies d'accès sont uniquement pédestres et pour des randonneurs avertis et bien équipés. L'accès principal est celui de la vallée du Riberot, sur la commune de Bordes-Uchentein, depuis le parking du plat de la Lau, via le refuge des Estagnous (gardé à la bonne saison, réservation obligatoire) et le col de Faustin en versant sud.